# Kostake Teleman
Kostake Teleman (n. 19 mai 1933, București – d. 24 decembrie 2007) a fost un matematician român, cu contribuții deosebite în domeniul geometriei diferențiale.
În 1955 a absolvit Facultatea de Matematică din cadrul Universității din București. Intră ca asistent universitar la Departamentul de Geometrie și Topologie, condus pe atunci de academicianul Gheorghe Vrănceanu, care îi fusese profesor.

## Activitate științifică
A continuat lucrările lui Vrănceanu, printre cele mai importante obiective de cercetare ale sale fiind:
- teoria spațiilor cu conexiuni afine;
- spații Riemann simetrice;
- spații proiective cuaternionice;
- grupuri olonome asociate conexiunilor infinitezimale;
- fascicule osculatoare asociate suprafețelor Riemann;
- grupuri de deplasare ale spațiilor Riemann;
- anomalii excentrice al teoriei relativității;
- spații cu curbură constantă;
- geometrie diferențială globală;
- topologie algebrică;
- transformările Bäklund;
- clasificarea particulelor elementare
- geometria asociată transformărilor lui Lorentz;
- cuantificarea lagrangeanului relativist.

## Scrieri
- 1964: Elemente de topologie și varietăți diferențiale, Editura Didactică și Pedagogică;
- 1979: Metode și rezultate în geometria diferențială modernă, Editura Științifică și Enciclopedică